# Asbroek (Lanaken)
Asbroek is de naam van een natuurgebied in de gemeente Lanaken, gelegen enkele honderden meter ten oosten van Bessemer.
Het natuurgebied is gelegen direct ten oosten van de bronnen van de Asbeek, en is een komvormige laagte op het Kempens Plateau. Dit gebied heeft een venige bodem en was zeker al in de 18e eeuw in gebruik als hooiland. Ook tegenwoordig bestaat het gebied uit vochtige en schrale graslanden. Verder zijn er vijvers en gagelstruwelen. Op de hellingen naar het plateau vindt men droge heidevelden.
Tot de plantensoorten behoort de brede orchis. De moerassprinkhaan en de gladde slang maken deel uit van de dierenwereld, evenals vele soorten libellen. In de Asbeek komt de beekprik voor.
Het Asbroek is niet toegankelijk voor het publiek. Het maakt deel uit van het bosreservaat Pietersembos, een deel van het Nationaal Park Hoge Kempen.